# Créateur (métadonnée)
Pour les articles homonymes, voir Créateur.
Dans les métadonnées, le créateur du document (en anglais creator) est le nom de la personne, de l'organisation ou du service à l'origine de la rédaction du document.
Le créateur est le 2e élément du standard Dublin Core.

## Normes associées
L'élément de métadonnée créateur peut être utilisé dans différents standards de gestion de documents.
Dans la gestion des documents d'archive (records management), les standards ISO 15489 et ISO 23081 recommandent l'utilisation d'une métadonnée créateur. En 2007, les normes ISO 15489 et ISO 23081 n'ont pas encore de traduction officielle autorisée par l'ISO.
L'élément de métadonnée créateur est aussi utilisé dans des standards de gestion de documents ouverts, comme Open Document Management API (ODMA).